# Katastrofa lotu Merpati Nusantara Airlines 8968
Katastrofa lotu Merpati Nusantara Airlines 8968 miała miejsce 7 maja 2011 roku nieopodal miasta Kaimana w Indonezji. Chińskiej produkcji samolot Xi’an MA60 odbywał planowy lot pomiędzy lotniskami w miejscowościach Sorong i Kaimana. Do katastrofy doszło 500 m od progu pasa lotniska w Kaimanie, gdy samolot uderzył w powierzchnię morza i rozpadł się na dwie części. Na pokładzie znajdowało się 25 osób. Wszyscy zginęli.

## Samolot
Xi’an MA60 (numer rejestracyjny: PK-MZK), napędzany był dwoma silnikami turbośmigłowymi AVIC 1. Został wyprodukowany w 2010 roku, w momencie katastrofy miał na swoim koncie 615 godzin lotu.

## Katastrofa
Samolot był na końcowym podejściu do pasa startowego, po odbyciu 15 minutowego tzw. Holdingu. Na lotnisku w Kaimana było około godziny 14:00 czasu lokalnego (0500 UTC), kiedy maszyna rozbiła się o wodę około 500 metrów przed pasem startowym 01. Pogoda w czasie podejścia do lądowania była niezbyt komfortowa, padał gęsty deszcz i panowała mgła, widoczność była poniżej 2000 metrów. Urzędnik z Ministerstwie Transportu Lotniczego Indonezji potwierdził, że w czasie podejścia do lądowania były obfite opady deszczu, które znacznie zmniejszyły widzialność dla załogi samolotu. Po uderzeniu o wodę samolot rozpadł się na co najmniej dwie części i zatonął na głębokości około 12 metrów. Według lokalnego oficera marynarki wojennej, statek powietrzny po kontakcie z wodą eksplodował, w wyniku czego zginęli wszyscy na pokładzie.

## Ofiary
W katastrofie zginęło 25 pasażerów samolotu, w tym 2 pilotów, 2 stewardesy, 2 techników, 16 dorosłych pasażerów, 1 dziecko i 2 niemowlęta. Wszystkie ciała zostały odnalezione do 11 maja 2011.

## Przyczyna
W dniu 7 maja 2012 roku, czyli rok po katastrofie, indonezyjska komisja wypadków lotniczych opublikowała końcowy raport ws. katastrofy. Wyjaśnia on że lot był prowadzony w trybie VFR, kiedy widzialność na zewnątrz nie przekraczała 2 km co oznaczało błąd załogi. Kapitan oraz drugi pilot mieli zbyt mały nalot na ten typ samolotu: odpowiednio 199 godzin i 234 godzin, natomiast zalecany minimalny nalot to 250 godzin.
Kapitan zapytał kilka razy drugiego pilota czy widzi pas startowy, odpowiedź była negatywna. 17 sekund po odłączeniu autopilota na wysokości 580 stóp n.p.m. odezwał się system GPWS z komunikatem „Minimum, minimum”. Na wysokości 376 stóp kapitan przerwał podejście do lądowania, zwiększając moc i skręcając gwałtownie w lewo, jednocześnie chowając klapy do pozycji 0. Niestety ten błąd skutkował katastrofą, ponieważ doprowadzono do przeciągnięcia samolotu. Maszyna spadła do płytkiego morza z prędkością 3000 stóp na minutę (ok. 60 km/godz.).